# Мерц (ледник)
Ледникът Мерц (на английски: Mertz Glacier) е долинен ледник с дължина 72 km и ширина 32 km, разположен в Източна Антарктида, на Брега Джордж V, на Земя Виктория. Води началото си от Антарктическото плато на височина около 700 m и „тече“ на север-североизток в дълбока долина източно от върховете Маклейн, Корел, Орора и Мърчисън. „Влива“ се чрез дълъг над 80 km ледников език в море д'Юрвил, част от Индоокеанския сектор на Южния океан, между заливите Бюкенан на запад и Фишер на изток. Ежегодно ледника Мерц внася в море д'Юрвил около 10 – 12 хил. тона лед, като ледниковият му език напредва с около 1 km годишно, след което от края му се откъсват големи айсберги, които поемат на север.
Ледника е открит през януари 1913 г. от видния австралийски антарктически изследовател Дъглас Моусън, ръководител на Австралийската антарктическа експедиция (1911 – 14) и е наименуван от него в чест на швейцарския глациолог Ксавиер Мерц (1882 – 1913), починал на 7 януари 1913 г. по време на похода на групата на изток от базата на експедицията.